# خوسيه أنطونيو ريفيرا
خوسيه أنطونيو ريفيرا (بالإنجليزية: José Antonio Rivera)‏ (7 أبريل 1973 بفيلادلفيا في الولايات المتحدة - ) هو ملاكم أمريكي، صنّف ضمن فئة وزن الويلتر والوزن المتوسط الخفيف ‏.

## إحصائيات
خاض خلال مسيرته 48 نزالا، فاز في 41 وتعادل في 1 وخسر في 6. فاز بالضربة القاضية في 24 نزالا.

## روابط خارجية
- خوسيه أنطونيو ريفيرا على موقع بوكس ريك (الإنجليزية) (registration required)